# Thor (truyện tranh Marvel)
Thor là một nhân vật trong truyện tranh, một siêu anh hùng trong truyện được xuất bản bởi các truyện tranh của Marvel. Nhân vật này lần đầu xuất hiện ở trong Hành trình thần bí #83 (tháng 8 năm 1962) và được tạo ra bởi nhà biên tập mỹ thuật Stan Lee, nhà kịch bản Larry Lieber và chuyên gia vẽ bút chì Jack Kirby. Anh đã đóng vai chính trong một số series liên tục và trong hàng loạt truyện tranh, là một thành viên sáng lập của một nhóm siêu anh hùng mang tên Avengers, xuất hiện trong mỗi tập của loạt bài này. Nhân vật này cũng đã xuất hiện trong các sản phẩm Marvel liên quan bao gồm cả loạt phim hoạt hình truyền hình, quần áo, đồ chơi, thẻ kinh doanh, trò chơi video và phim ảnh.
Thor xuất hiện trong vài bộ phim bom tấn của Marvel Studio, nổi bật nhất là bộ phim ￼￼Thor:Ragnarok ra mắt vào năm 2017. Chris Hemsworth đóng vai Thor trong Marvel Cinematic Universe (MCU), gồm các phim Thor, The Avengers, Thor: The Dark World, Avengers: Age of Ultron Thor: Ragnarok , Avengers: Cuộc chiến vô cực và Avengers: Endgame .Thor còn góp mặt trong các bộ phim sắp tới của MCU như Thor:Love and thunder và Guardians of the Galaxy vol. 3.Thor đạt vị trí thứ 14 trong danh sách "Top 100 Heroes Comic Book of All Time" của IGN năm 2011 và lần đầu tiên xuất hiện trong danh sách "Top 50 Avengers" cũng của IGN vào năm 2012.

## Tiểu sử
Thor là con trai của vị thần tối cao và hùng mạnh, Odin Borson, người trị vì xứ sở Asgard giàu có và nữ thần Đất mẹ Gaea. Ngay từ lúc chưa ra đời, Odin đã nhận thấy đứa con trai của mình sẽ có những chiến công vĩ đại, sẽ được tôn thờ, sùng bái ở cả hai thế giới và sẽ là vị vua tương lai của Asgard. 1 tháng sau khi chào đời, Thor đã rời vòng tay của mẹ để trở về cung điện Asgard. Mãi về rất lâu sau này, Thor mới biết Gaea là mẹ thật của mình. Khi còn bé, Thor được nuôi lớn lên cùng với người em nuôi là Loki. Odin nhận nuôi Loki khi cha của hắn, gã khổng lồ Laufey, bị giết trong chiến trận. Loki lúc nào cũng cảm thấy ganh ghét khi Thor luôn vượt qua mình trong mọi thứ. Sự ganh ghét đó biến thành thù hận, mong muốn giết người anh của mình kéo dài hàng thế kỉ. Khi Thor lên 8, Loki được Odin cử đến Nidaverlli, xứ sở của những người lùn, yêu cầu họ làm ba món quà để tặng vị vua tương lai. Do ganh ghét Thor nên Loki đã chỉnh sửa lại hình dáng của Mjolnir bằng cách cưa bớt đi cây cán của nó. Odin yểm hàng loạt thứ bùa lên cây búa, hàng trăm ma thuật khác nhau. Trong đó có 1 lời yểm: Nếu ai xứng đáng nhấc được cây búa này, sẽ sở hữu năng lực của thần sấm. Odin tuyên bố rằng sẽ để dành cây búa này cho con trai của ông (có một dị bản là Odin đã sử dụng cây búa này rất lâu rồi trước khi Thor ra đời).
Năm tháng trôi qua, Thor đã trưởng thành và đủ khả năng để nhấc được cây búa thần thánh nhờ vào sức khỏe đáng kinh ngạc và những hành động quả cảm của mình. Năm 16 tuổi, Thor, Balder và Sif bắt đầu đi tìm cách để sở hữu năng lượng mạnh nhất của Mjolnir: Một trái tim trong sáng. Rất lâu sau đó, khoảng thế kỉ 20, Odin quyết định đã đến lúc Thor phải học cách sống, bằng cách tịch thu cây búa và sức mạnh thần thánh của con trai. Ông đày Thor xuống Trái Đất và xóa xạch trí nhớ của anh. Lúc này Thor mang nhân dạng Donald Blake, một sinh viên trường y rụt rè, nhút nhát. Thor đã phải học cách sống như một con người bình thường, và bắt đầu trân trọng con người hơn khi cảm giác được bệnh tật, đau đớn khi gãy chân. Tuy nhiên, Thor học rất giỏi ở Trái Đất, tốt nghiệp trường Y và trở thành bác sĩ tài ba. 10 năm sau. Odin nhớ con nên tìm cách chui vào đầu Blake, bảo Blake tìm đến Norway. Anh chàng xấu số này đụng ngay 1 đám khổng lồ đang đói meo ở đó. Trong lúc chạy trốn chúng thì anh lại tình cờ lọt vào một cái hang, nơi hàng ngàn năm trước đây đã đánh dấu sự ra đời của 1 vị thần. Tại đó, anh đã tìm thấy cây búa thần thánh Mjolnir. Blake chuyển lại thành Thor và đánh bại đám khổng lồ đó dễ dàng. Sau đó một thời gian không lâu, Thor bắt đầu hồi phục trí nhớ và thường xuyên đi lại giữa 2 thế giới khác nhau. Anh yêu một cô gái người phàm trần là Jane Foster. Nhưng Odin lại không hề tán thành việc này nên đã làm đủ mọi cách để kéo Thor về lại với Asgard nhưng anh ấy từ chối. Anh đã có cảm tình với những người dân Trái Đất và vẫn đi lại giữa 2 thế giới với nhau. Sau này Thor gia nhập và trở thành một trong những siêu anh hùng đầu tiên khai sinh nên nhóm Avengers. Khi Odin thua trận với con quỷ Surtur, người dân Asgard đã đưa 1 vị thần khác lên làm vua: Thor Odinson (King Thor). Thor nhận toàn bộ nguồn năng lượng Odinforce của Odin vào mình. Nguồn năng lượng đó cho Thor sức mạnh hơn cả Odin lúc còn trẻ. Thor bắt đầu cai trị và bảo vệ hai thế giới.
Trong thời gian làm vua, Thor đã phải đối mặt với một mối nguy to lớn khi Loki đã triệu hồi con quỷ Surtur về tàn phá Asgard. Thor đã đi gặp những đấng bề trên, họ dạy cho Thor ma thuật kì quái nhất vũ trụ, 16 ký tự Rune cổ đại với giá trị là mạng sống của mình. Với nó, Thor đọc đến chữ thứ 4 mà đã ban cho anh ấy sức mạnh vô song vượt qua cả những đấng bề trên và dễ dàng đánh bại Surtur. Nhưng sau đó. Thor đã phải trả giá bằng sinh mạng của mình, anh ấy mang theo sức mạnh của ma thuật bí ẩn Rune lui vào bóng đêm vĩnh hằng, trở thành vị thần hùng mạnh nhất: Rune King Thor. Thor đã sống lại khi nhân dạng con người của anh, Blake, tìm được cách liên lạc xuyên không gian. Blake gặp Thor và nói các bạn của anh, nhóm Avengers đang gặp nguy hiểm khi Loki tìm cách hồi sinh Bor, ông nội của anh và họ đang nỗ lực chống chọi với ông. Thor từ chối trở lại nhưng Blake đã nói không phải anh không thể trở lại, mà do anh không muốn. Lúc đó, Thor nhập lại vào Blake và 1 tiếng sét xé đôi không gian. Thần Sấm đã trở lại. Thor gặp lại vị vua đầu tiên của Asgard cũng như ông nội của anh, Bor. Nhưng ông đã mất hết trí nhớ và tấn công mọi người, buộc Thor phải giết ông nội của mình. Trong trận đánh đó, Mjolnir đã bị hỏng. Thor nhờ Stephen Strange rang buộc hết Odinforce của mình vào để sửa chữa cây búa. Mjolnir trở nên đẹp hơn, bền hơn nhưng nếu nó vỡ 1 lần nữa có thể Thor sẽ chết.
Về sau, Norman Osborn (Iron Patriot) đã lãnh đạo nhóm Dark Avengers tấn công Asgard và tàn phá hết mọi thứ. Nhờ vào năng lực The Void của Sentry, các siêu anh hùng bị đẩy lùi, Asgard bị tàn phá tan hoang trong con mắt của Thor. Bản thân anh lại không muốn đối đầu với Sentry vì anh và Robert có 1 tình bạn khá tốt. Nhưng khi Loki cố gắng sử dụng ma thuật của mình để hồi phục cho mọi người, The void lại tấn công và giết chết Loki. Trước khi chết, Loki đã nói lời xin lỗi muộn màng cho người anh của mình. Đau khổ cùng cực, Thor đã đánh một trong những đòn mạnh nhất của mình vào The Void, God Blast, biến Sentry thành bộ xương khô. Sau đó, anh chấp nhận lời xin lỗi của Tony và trở về làm thành viên của Avengers.
Odin đã nhìn thấy được Serpent, anh trai của mình sẽ nổi dậy, nên cắt đứt mối quan hệ giữa Asgard với Trái Đất. Thor phản đối nhưng bị Odin đánh cho nhừ tử. Sau đó anh trốn thoát và đến New York, đánh nhau với Hulk và Thing. Anh dễ dàng đánh bại Thing và phải sử dụng khá nhiều sức mạnh đến mức kiệt sức để thắng Hulk. Odin đã trao cho anh thanh kiếm Odinsword và bộ giáp thần thánh để anh chiến đấu với Serpent. Sau khi đánh bại Serpent, Thor đi bảy bước rồi chết. Sau đó, Thor đã được phục sinh nhờ Loki và Silver Surfer tại địa ngục. Anh tiếp tục cùng các Avengers chống chọi với Phoenix Force trong sự kiện Avengers vs X-men.

## Sức mạnh và siêu năng lực
- Siêu sức mạnh: Thor là vị thần khỏe nhất của Asgard, và là một trong những siêu anh hùng mạnh nhất vũ trụ. Thor toàn diện về cả ba mặt, sức khỏe sánh ngang với Silver Surfer, độ lỳ đòn ngang ngửa Juggernaurt, khả năng ma thuật không thua gì Dr. Strange. Thor là vị thần chiến tranh, sức mạnh, thông thạo hàng trăm ngàn môn võ khác nhau của nhiều chủng tộc khác nhau trong vũ trụ. Khi đánh nhau anh thường dựa vào sức mạnh, kĩ năng giao chiến, và độ trâu bò, nhưng khi tình thế bất lợi, Thor có hàng trăm cách khác nhau để sử dụng khi giao chiến. Khi đánh nhau trên Trái Đất, Thor bao giờ cũng giữ sức của mình. Sức mạnh chính của Thor là đến từ Life-Force (hay còn gọi là God-Force). Nguồn sức mạnh này chảy trong người Thor, làm cho Thor trở thành nhân vật mạnh nhất hành tinh và một trong những nhân vật mạnh nhất thiên hà. Không như những loại sức mạnh khác (sẽ bị suy yếu khi bước vào 1 chiều không gian nhất định), Life-Force cho phép Thor sử dụng toàn bộ sức mạnh của mình dù có ở bất kì chiều không gian nào. Life-Force còn là nguồn năng lực để Thor sử dụng tuyệt kĩ God Blast của mình. Thor có thể dễ dàng nâng được tới hàng triệu tấn mà ko cần phải nỗ lực quá nhiều (Thor đã nâng được con mãng xà Midgard, con rắn này lớn tới nỗi quấn quanh cả Trái Đất vài vòng), bóp nát Uru thành bụi (Uru là kim loại ma thuật dùng để chế tạo vũ khí cho thần thánh, Adamantium không có cửa so với Uru), áp đảo hoặc hoặc đánh bại những nhân vật hùng mạnh như Silver Surfer, Namor, Juggernaut, Hulk, Red Hulk, Sentry, Hercules, Gladiator và nhiều thực thể vũ trụ khác. Thor có thể hủy diệt cả 1 hành tinh bằng nấm đấm của mình.
- Cơ thể dường như bất hoại: Thor miễn nhiễm với mọi loại bệnh tật. Có thể chịu được cú đấm maximum của Hulk, Thanos hay Juggernaut. Chịu được sức nóng từ mặt trời và có thể bay xuyên qua nó. Có thể chịu được sức nổ từ Sao Neutron (vụ nổ sao Neutron mạnh tới mức làm cho không gian xung quanh nó bị biến dạng). Và có thể chịu được 1 chưởng từ  (Odin còn mạnh hơn Thor gấp nhiều lần)
- Siêu tốc độ: Thor có thể bay đến Mặt trời chỉ trong vòng vài phút, đánh trúng được Quicksilver đang chạy với tốc độ tối đa. Thor có thể ném cây búa Mjolnir với tốc độ ánh sáng, và quay nó với tốc độ gấp đôi tốc độ ánh sáng. Mjolnir có khả năng dịch chuyển tức tời làm cho Thor có thể xuất hiện bất cứ đâu trong thiên hà hoặc chiều ko gian khác trong vòng tích tắc.
- Siêu sức bền: Một mình Thor đánh nhau với cả 1 quân đoàn Frost Giant trong vòng 9 tháng không nghỉ. Sống được trong môi trường chân không, không cần không khí, thức ăn, nước uống hay nghỉ ngơi.
- Siêu giác quan: Thor có thể nhìn thấy 1 vật ở bên kia hệ Mặt Trời, nghe được những âm thanh từ bên kia hành tinh và nhìn thấy được những vật di chuyển với tốc độ ánh sáng. Tạo ra bão tố với hơi thở của mình.
- Khả năng hồi phục: Có thể lành các vết thương nhanh chóng. Còn khi có Odin Force, Thor thậm chí có thể mọc lại các bộ phận đã mất.
- Năng lực đã từng có khi là King Thor: Khi làm vua Asgard, Thor nhận được toàn bộ năng lực của Odin và làm cho Thor trở nên mạnh hơn cả Odin thời trẻ. King Thor đã từng chấp cả Silver Surfer và Beta Ray Bill giáp công và đánh bại họ không quá khó khăn. Thor có thể quay cây Mjolnir nhanh đến mức nhấc cả kim tự tháp Ai Cập lên, đánh bại cả Mephisto, Zarathos hay Dormamu, Mikaboshi và nhiều vị thần khác. Khi Thor hiến dâng 2 mắt và mạng sống để giải mã 4 ký tự cổ Rune, Thor trở nên bất tử, trở thành Rune King Thor. Khi đó Thor đánh bại 5, 6 Celestial một lúc, đánh bay Eternity, Galactus, 1 mình chấp cả hội đồng Skyfather (thua do quá kiêu ngạo), 1 đòn tái thiết cửu giới, ngăn chặn Ragnarok, xoa đầu Surtur như thể hắn là một con cún (Surtur từng giết cả Odin), phá hủy khiên Captain bằng một cái nhìn, thao túng và điều khiển thời gian theo ý thích, tàn phá cả 1 nửa thiên hà trong 1 đòn đơn giản. Thậm chí Rune King Thor khi nhìn thẳng vào mắt của Ghost Rider, nguồn ma thuật lớn đến mức phá hủy Ghost, biến Ghost trở lại thành Johny bình thường. Lúc này Thor không dùng Mjolnir nữa. Sau này, người điều hành mọi nguồn ma thuật nói rằng ma thuật Rune vượt xa mọi nguồn ma thuật thông thường, không phải học mà còn phải xứng đáng.